# Кофе и сигареты (альбом)
Кофе и сигареты — перший дебютний музичний альбом гурту «Сегодняночью», випущений 2002 році.
Був записаний за участю саунд-продюсера Іллі Лагутенко. Композиції з нього, «Герда, икай», «Не удержаться» та «Сигареты и кофе», займали перші рядки хіт-парадів музичних каналів та радіостанцій.

## Відгуки
|                  | “Я дуже задоволений результатом, – зізнався Лагутенко після завершення сесії звукозапису. – Ми багато працювали і остаточний варіант отримали лише за кілька місяців. Весь цей час я не слухав ці пісні принципово. Остаточний варіант привіз із Лондона – і ось, пізно ввечері, ми сиділи в офісі компанії „CD Land“ та слухали запис. Я тоді подумав: „Ух ти! Адже непогано вийшло“. Напевно, таке прослуховування за кілька місяців і є найчеснішим”. |
| — Ілля Лагутенко | |

## Список композицій
| #   | Назва                     | Тривалість |
| --- | ------------------------- | ---------- |
| 1.  | «Эфир»                    | 03:26      |
| 2.  | «Герда, икай»             | 03:26      |
| 3.  | «Не удержаться»           | 04:54      |
| 4.  | «Сигареты и кофе»         | 03:47      |
| 5.  | «Сентиментальные Дни»     | 03:22      |
| 6.  | «Папарацци»               | 04:39      |
| 7.  | «Между Роскошью И Тоской» | 04:31      |
| 8.  | «Мне Легко»               | 03:34      |
| 9.  | «Мои Друзья»              | 04:53      |
| 10. | «Nevermind»               | 03:01      |
| 11. | «Сделано В Англии»        | 03:11      |
| 12. | «Шоу бизнес»              | 03:41      |